# Dansinstituut Oostervink

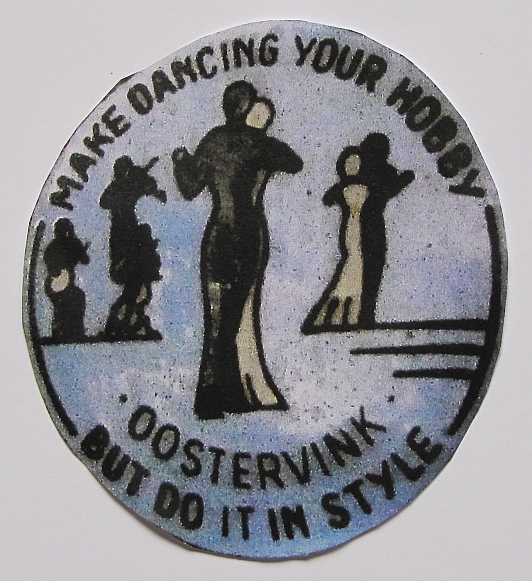
Logo van prijsschaaltje van Dansinstituut Oostervink

Het Dansinstituut Oostervink was vanaf 1927 een dansschool in Amsterdam, gelegen aan de Leidsekade 102 en werd opgericht door Jan Hendrik Oostervink (1894-1973). 
In het Stadsarchief Amsterdam zijn uit de eerste 15 jaar van het bestaan diverse foto's bewaard.
Activiteiten vonden op meerdere locaties plaats, zoals Vondelparkpaviljoen (Vondelpark 3), Hotel Krasnapolsky (Warmoesstraat 175-185), Muzieklyceum (Albert Hahnplantsoen 2), Theater Bellevue (Leidsekade 90) en uiteraard in de dansschool zelf. Het betrof, naast de normale danslessen, gemaskerde bals, eindbals, danswedstrijden, balletlessen en thés  dansants.

## Geschiedenis
Een advertentie in het Algemeen Handelsblad van 16 november 1927 vermeldde: Dansinstituut Oostervink v.h. "Yardaz". Als adres werd genoemd: Leidschekade 102. Dansinstituut Yardaz werd in een advertentie van hetzelfde blad op 9 oktober 1931 genoemd met het adres: Valeriusstraat 127.
Op 11 oktober 1929 werd de Oostervink Cup uitgereikt tijdens een demonstratiesoirée. Op 8 oktober 1931 stond het artikel Wat dansen wij dezen winter? in het Algemeen Handelsblad waarin gemeld werd dat het Dansinstituut Oostervink de rumba in Cuban rhythm demonstreerde. 
In 1931 (27 december) en 1932 maakte Oostervink deel uit van de jury bij het amateur-jazz-band concours, respectievelijk in Theater Bellevue in Amsterdam en de dierentuin van Den Haag. Het Algemeen Handelsblad van 9 mei 1935 vermeldde dat de heer Oostervink in 1933 met goed gevolg het examen voor het fellowship van de Imperial Society of Teachers of Dancing had afgelegd, waarmee hij de hoogste graad bereikt had die voor een dansleraar mogelijk was.
Op 7 augustus 1937 stond een interview met Oostervink in het Algemeen Handelsblad met als titel: Swing Step, de dans van het nieuwe seizoen/Deze dans werd niet gecomponeerd, maar groeide uit in de practijk. Ook werd gewezen op de reeds genoemde graad van fellow die hij in 1933 bereikt had. In hetzelfde jaar ontving hij bij de viering van het 10-jarig bestaan van zijn dansschool (1 september 1927-1 september 1937) een glas-in-loodraam  van leerlingen en ex-leerlingen. Dit gebeurde op de Soirée de Noël van 18 december. In mei 2011 werd het onder nummer 1097 aangeboden bij het Zeeuws Veilinghuis.
Op 17 november 1938 wees het Algemeen Handelsblad op een vergadering in Hotel Americain te Amsterdam van dansleraren uit die stad. Er werd een belangenvereniging opgericht, waarvan Oostervink de voorzitter werd. Kort daarna, op 10 december van dat jaar, wees deze krant op een vergadering van deze Belangengemeenschap van Amsterdamsche Beroepsdansleeraren (B.A.B.) in hetzelfde hotel over de sanering van het beroep dansleraar. De heer Oostervink zat de vergadering voor. 
Jaren later verzorgde hij de choreografie  voor de Toneelgroep Comedia voor Anna Lucasta van Philip Yordan vertaald door Joan Remmelts voor het seizoen 1951/52.

## Programma
Op Dansinstituut Oostervink werden behalve dans ook omgangsvormen onderwezen. Rond 1930 organiseerde de school in het Vondelparkpaviljoen gekostumeerde bals.
Op de Leidsekade 102 leerde men vooral ballroom (English Style) en Latin American. Op het programma stonden onder andere: quickstep, slow rhythm, waltz, rumba, samba, 
calypso, chachacha, tango, rock-'n-roll en quick waltz. Tevens verzorgde Oostervink choreografie en dansvoorstellingen. Nadere gegevens over lessen, demonstraties en speciale cursussen zijn te vinden in advertenties die Oostervink in het Algemeen Handelsblad plaatste.

### Cursuspakket
Het cursuspakket van het Dansinstituut Oostervink is in 2012 door ex-leerling Lex Ritman overgedragen aan David Simon, algemeen secretaris van de Nederlandse Vereniging van Dansleraren en is daar opgenomen in het archief. Het blad Dansmeester van de NVD schonk hier in december aandacht aan.

## Motto
Rond 1960 kon bij wedstrijddansen tijdens thés dansants in het nabijgelegen Theater Bellevue het Oostervink-schaaltje worden gewonnen. Daarop stond het motto: make dancing your hobby but do it in style.

## Stedelijk Museum Amsterdam
In de collectie van het Stedelijk Museum Amsterdam bevindt zich een aantal werken van de hand van Willem Sandberg met het Dansinstituut Oostervink als onderwerp. Onder andere een karakterschets ter gelegenheid van het 10-jarig bestaan van het Dansinstituut Oostervink, gebaseerd op een interview in het Algemeen Handelsblad van 7 augustus 1937. Andere werken zijn Learn how to swing your dance!, Twee demonstratie-avonden, soirée en Make dancing your hobby but do it in style! uit 1933. De laatste met de afbeelding erbij. Het werk Carnaval stamt uit 1935.